# Strada Statale 67 Tosco-Romagnola
Die Strada Statale 67 Tosco-Romagnola (SS 67) ist eine Staatsstraßen in Mittelitalien. Es handelt sich um eine rund 230 Kilometer lange West-Ost-Verkehrsachse, die Pisa am Tyrrhenischen Meer über Florenz mit Ravenna an der Adria verbindet. Der Titel "Tosco-Romagnola" verweist auf die beiden ebenfalls miteinander verbundenen Regionen Toskana und Emilia-Romagna. Festgelegt wurde sie 1928 und geht zurück auf die 1923 festgelegte Strada nazionale 53.
Für den Unterhalt der SS 67 ist die italienische Straßengesellschaft ANAS zuständig, bei Pisa wurde 2001 ein Teil an die entsprechende Provinz abgegeben und zur Provinzstraße herabgestuft, wobei Nummerierung und Beiname unverändert geblieben sind.

## SS67 bis
Die SS67 bis ist ein Seitenast der SS67, welcher bei Livorno von der SS1 abzweigt und zur SS67 bei Fornacette führt.

## Weblinks

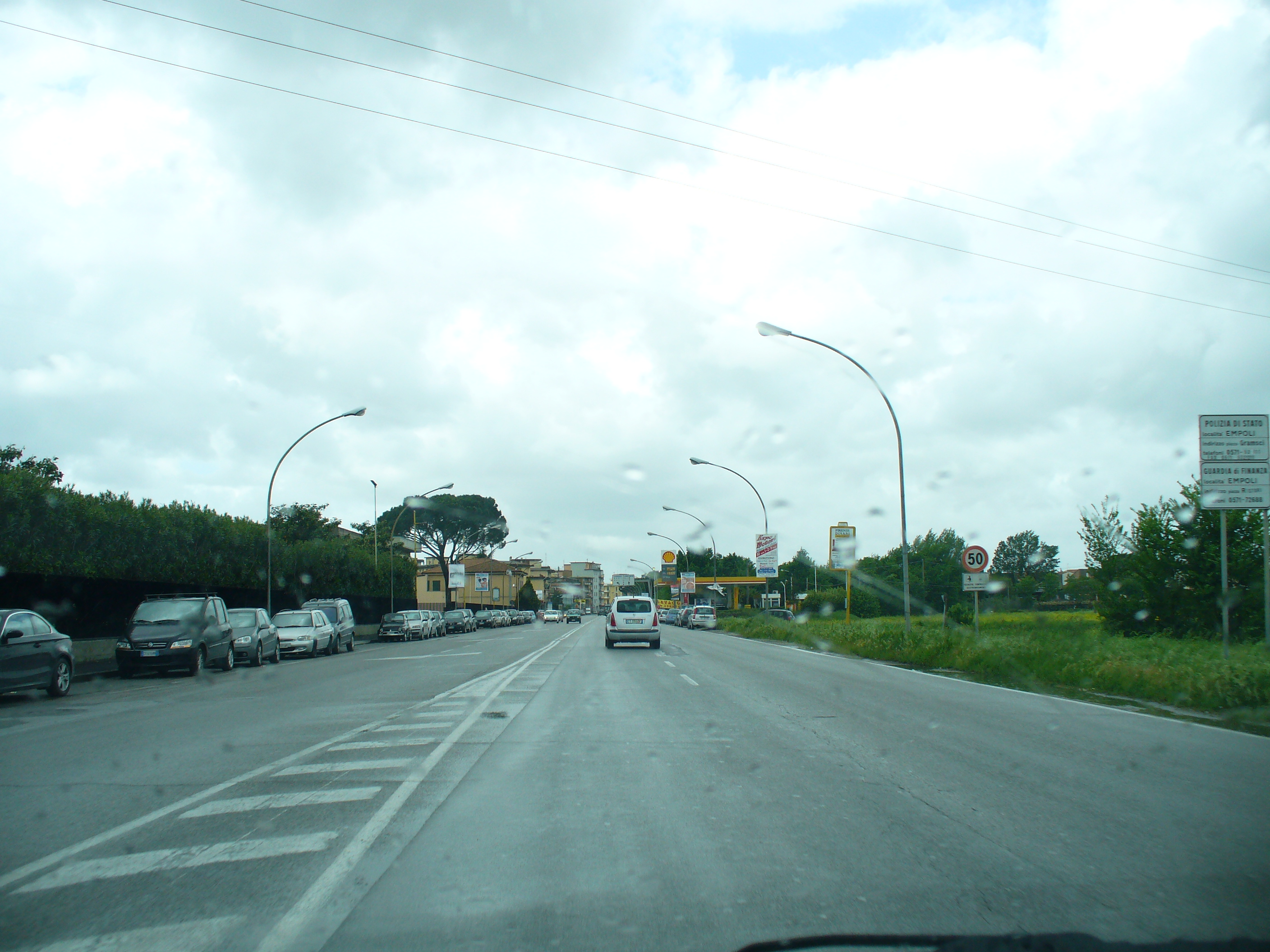
Die SS 67 bei Empoli